# هفت‌گانه: داستان هنگ کنگ
هفت‌گانه: داستان هنگ کنگ (به چینی: 七人樂隊) یک فیلم آنتولوژی-درام تاریخی هنگ‌کنگی به کارگردانی سامو هونگ، ان هوی، پاتریک تام، یوئن وو-پینگ، رینگو لام، جانی تو و تسوی هارک است که در سال ۲۰۲۲ منتشر شد، هفت فیلمساز موج نو هنگ کنگ. این فیلم را به هفت داستان تقسیم کرده‌اند، که هر کدام مربوط به یک دهه از تاریخ هنگ کنگ است که از دید مردم عادی روایت می‌شود.
فیلمبرداری در اوایل ژانویه ۲۰۱۴ آغاز شد و در اوت ۲۰۱۴ به پایان رسید. این فیلم در هفتاد و سومین جشنواره فیلم کن نمایش داده شد، و شامل اثر پس از مرگ رینگو لام است که در سال ۲۰۱۸ درگذشت. این فیلم ابتدا قرار بود در سال ۲۰۲۱ اکران شود اما به دلیل همه گیر شدن کووید ۱۹ به تعویق افتاد. سپس در ۲۸ ژوئیه ۲۰۲۲ در هنگ کنگ و در ۲۹ ژوئیه ۲۰۲۲ در چین منتشر شد. این فیلم عمدتاً نقدهای مثبتی دریافت کرد.